# Kurt Baldinger
Kurt Baldinger (Binningen, Suïssa, 17 de novembre de 1919 - Heidelberg, 17 de gener de 2007) fou un romanista i lexicògraf suís. Es dedicà sobretot a la lexicografia històrica del gal·loromànic però també feu contribucions importants en el camp de la hispanística.

## Vida i obra
Baldinger nasqué en un poble de l'entorn de Basilea, on feu els estudis secundaris (1938). Estudià a la universitat mentre feia de professor d'educació física en un institut de Zuoz, a l'Alta Engadina. A la Universitat de Basilea fou alumne de Walther von Wartburg, que tindria una influència decisiva en la seva carrera científica. El 1948 va defensar la tesi doctoral sota la seva direcció (Kollektivsuffixe und Kollektivbegriffe. Ein Beitrag zur Bedeutungslehre im Französischen mit Berücksichtigung der Mundarten, publicada el 1950), on treballà en el camp de la semàntica, que arribaria a ser una de les seves especialitats. Wartburg també fou el director de la tesi d'habilitació (1952).
El 1949, tot just doctorat, succeí el seu mestre com a director de l'Institut de Filologia romànica de l'Acadèmia de Ciències de la República Democràtica Alemanya a Berlín, càrrec que tingué fins a 1962, quan ja era professor a Heidelberg. De 1953 a 1957 fou professor de la Universitat Humboldt de Berlín. El 1957 va ser nomenat catedràtic de filologia romànica a la Universitat de Heidelberg i hi va restar fins a la jubilació. En va ser rector en el curs 1968-1969, en un moment difícil a causa de les revoltes estudiantils.
Baldinger fou durant trenta anys (1958-1988) l'editor de la Zeitschrift für romanische Philologie, on publicà centenars de recensions, i també dels annexos (la prestigiosa col·lecció dels Beihefte zur Zeitschrift für romanische Philologie) i la Romanische Bibliographie. Fou un dels col·laboradors més destacats del Französisches Etymologisches Wörterbuch de Wartburg i ell mateix impulsà importants projectes lexicogràfics com el Dictionnaire onomasiologique de l'ancien occitan (DAO) (1975-), el Dictionnaire onomasiologique de l'ancien gascon (DAG) (1975-), o el Dictionnaire Etymologique de l'Ancien Français (DEAF) (1971-). Els dos diccionaris occitans són onomasiològics, això és, ordenats segons els significats.
També treballà en el camp de la filologia hispànica. La formación de los dominios lingüísticos en la Península Ibèrica ha estat un clàssic, amb nombroses reedicions. També s'interessà per la llengua i la creativitat dels autors literaris, com Rabelais. Al llarg de la seva carrera, publicà nombrosos llibres, articles i ressenyes.
Fou vicepresident i president de la Société de linguistique romane (1971-1974)
La seva tasca fou reconeguda amb el nomenament de membre de nombroses acadèmies (per exemple, el 1958, amb 39 anys, de l'Acadèmia de les Ciències de Heidelberg) i fou cinc vegades doctor honoris causa per diferents universitats (Montpeller, 1969; Universidad Católica del Perú, 1981; Lieja, 1990). En els darrers deu anys de la seva vida, la ceguesa li impedí continuar treballant com ho havia fet tota la vida.

## Publicacions
- Kollektivsufixe und Kollektivbegriff : ein Beitrag zur Bedeutungslehre im Französischen mit Berücksichtigung der Mundarten. Berlin, 1950 (tesi doctoral)
- Die Semasiologie: Versuch eines Überblicks, Berlin: Akademie-Verlag, 1957
- Die Herausbildung der Sprachräume auf des Pyrenäenhalbinsel : Querschnitt durch die neueste Forschung und versuch einer Synthese. Berlin, 1958. Traduït com La Formación de los dominios lingüísticos en la Península Ibérica, Madrid 1963 i diverses reedicions, algunes molt ampliades
- Complément bibliographique au "Provenzalisches Supplementwörterbuch" de Emil Lévy : sources - datations. Ginebra 1983 (complement bibliogràfic al diccionari d'Emil Levy)
- Dictionnaire étymologique de l'ancien français. Tübingen: Max Niemeyer, 1971
- Dictionnaire onomasiologique de l'ancien gascon. Tubingen: Max Niemeyer, 1975-1982
- Dictionnaire onomasiologique de l'ancien occitan: DAO. Tübingen: Niemeyer, 1975--
- Etymologien: untersuchungen zu FEW 21-23. Tübingen : Niemeyer, 1988
- L'étymologie hier et aujourd'hui 1959
- Teoría semántica. Hacia una semántica moderna Madrid, 1970 (traduït després al francès i a l'anglès)
- Etymologisches Wörterbuch zu Rabelais (Gargantua), Tübingen, 2001

A més de molts articles monogràfics sobre etimologia i onomasiologia